# Maarit Peltoniemi
Maarit Peltoniemi (Kaustinen, 10 aprile 1969) è una cantante finlandese.

## Biografia
Maarit Peltoniemi è salita alla ribalta nel 1994 con la sua partecipazione al festival del tango più antico del mondo, il Seinäjoen Tangomarkkinat, dove è arrivata in finale ed è stata eletta principessa della serata.
Ha lanciato la sua carriera musicale nel 1998 con il suo album di debutto Haaveiden laiva. L'anno successivo ha ottenuto la sua prima entrata nella Suomen virallinen lista al 20º posto con Kun suudellaan, e nel 2000 il suo album eponimo è stato il suo disco di maggior successo commerciale: ha raggiunto la 13ª posizione in classifica, ed è rimasto in top 50 per nove settimane.

## Discografia

### Album
- 1998 - Haaveiden laiva
- 1999 - Hiekkaan piirretyt sydämet
- 2000 - Maarit Peltoniemi
- 2001 - Myrskyn maa
- 2003 - Onnenmaa
- 2008 - Sano sana vain
- 2015 - Pihamaan pienet kivet

### Raccolte
- 2003 - 20 hittiä

### Singoli
- 1998 - Lähellesi jäädä saan
- 1998 - Sinä jäit
- 1999 - Hiekkaan piirretyt sydämet
- 1999 - Kun suudellaan
- 2000 - Kaipaan luokses uudestaan
- 2000 - Yksin
- 2000 - Vain ajan hiekkaa
- 2001 - Aurinkolintu
- 2001 - Kun sylissäs oon
- 2001 - Myrskyn maa
- 2002 - Jos kuulet mua/Kuun poika
- 2003 - Onnenmaa
- 2007 - Kuolematon
- 2008 - Voit pyytää enemmän
- 2010 - Maltillisesti
- 2012 - Pakkasjoulun valkeat puut
- 2015 - Pihamaan pienet kivet
- 2016 - Kantajat
- 2017 - Nuttu nurin, onni oikein
- 2018 - Toiset jatkaa matkaa
- 2019 - Joskus